# あしべゆうほ
あしべ ゆうほ（本名：非公開、1949年〈昭和24年〉7月12日 - ）は、日本の漫画家。女性。青森県三沢市出身。

## 経歴
1970年、『別冊少女コミック』（小学館）に掲載された「マドモアゼルにご用心」にてデビュー。
以後『月刊プリンセス』や、『ボニータ』・『ミステリーボニータ』（いずれも秋田書店）を中心に活躍。
代表作は『悪魔の花嫁』（原作：池田悦子）、『クリスタル☆ドラゴン』、『ダークサイド・ブルース』（原作：菊地秀行）など。
『ダークサイド・ブルース』は1994年に劇場版アニメとなり、『悪魔の花嫁』は、1988年にOVA化されている。
『月刊プリンセス』創刊期において大きく貢献し、1975年創刊号から連載開始した『悪魔の花嫁』は累計発行部数は1000万部突破の大ヒット作となった。
その後の1970年代から1980年代「月刊プリンセス黄金期」においても『悪魔の花嫁』は『王家の紋章』（細川智栄子あんど芙〜みん））、『エロイカより愛をこめて』、『イブの息子たち』（青池保子）、『妖精国の騎士』（中山星香）、『オリンポスのポロン』（吾妻ひでお）、『アンジェリク』（原作：セルジュ・ゴロン&アン・ゴロン、作画：木原敏江）などの作品と共に同誌においてなくてはならない存在であった。
編集委員会の委員長を石ノ森章太郎が務めた『日本漫画家名鑑500』にて､『悪魔の花嫁』・『うしろの正面だあれ？』・『クリスタル☆ドラゴン』・『ダークサイド・ブルース』の4作品の書影を代表作として掲載。
またp.60のほぼ1頁分に当たる作品イラストには、『クリスタル☆ドラゴン』の第11巻p.131（9巻で入手した）竜の杖の来歴に驚き助言を聞く主人公・アリアンロッドの回想場面が採用されている（1992時点）。
2021年9月1日から10月31日まで、あしべの画業50周年を記念して京都にあるガーデンミュージアム比叡のギャラリーsoRaとロテルド比叡の2会場で、原画展「夢の世界 幻想の軌跡」を開催。

## 作品リスト
- 悪魔の花嫁（原作：池田悦子、『月刊プリンセス』・『ミステリーボニータ』、 1975年 - 連載中[6] 、秋田書店）
- クリスタル☆ドラゴン（『ボニータ』・『ミステリーボニータ』1981年 - 連載中 、秋田書店）
- ダークサイド・ブルース（原作：菊地秀行）
- 風の呪歌〜射干玉の髪の姫君
- テディ・ベア
- 魔・ちがいの呪文
- 雷鳴の符
- うしろの正面だあれ?
- 魔獣の棲む森
- マドモアゼルにご用心（『別冊少女コミック』 1970年12月号 - 、小学館）
- セシルがぬいだ…（『別冊少女コミック』1971年7月号 - 、小学館）
- おとなへの出発―十代-心とからだの変化（原作：奈良林祥、作画：あしべゆうほ、学習研究社発行の性教育漫画（1974年））[7][8]

## 画集
- 悪魔の花嫁 ― 幻の未収録作品&秘蔵原画集 （秋田書店、2009年12月発売、ISBN 978-4-253-10207-0）